# Nathan Twaddle
Nathan Twaddle, född den 21 augusti 1976 i Hamilton, Waikato, är en nyzeeländsk roddare.
Han tog OS-brons i tvåa utan styrman i samband med de olympiska roddtävlingarna 2008 i Peking.